# Drechslera avenacea
Drechslera avenacea är en svampart som först beskrevs av M.A. Curtis ex Cooke, och fick sitt nu gällande namn av Shoemaker 1959. Drechslera avenacea ingår i släktet Drechslera och familjen Pleosporaceae.   Inga underarter finns listade i Catalogue of Life.